# Église Saint-Martin de Strasbourg
Ne doit pas être confondu avec Église Saint-Martin de Strasbourg (XIIe siècle).
Pour les articles homonymes, voir Église Saint-Martin.
L'église Saint-Martin de Strasbourg, située rue du Pont Saint-Martin dans le quartier de la Petite France, est
construite en 1905 dans le style néo-gothique.
La communauté qui se réunissait dans cette église a emménagé dans le quartier de la Meinau en 1969 après la construction de la nouvelle église baptiste de Strasbourg.
L'église, qui n'est plus affectée au culte, accueille, depuis 1974, le Théâtre Jeune Public.